# Нижние чины

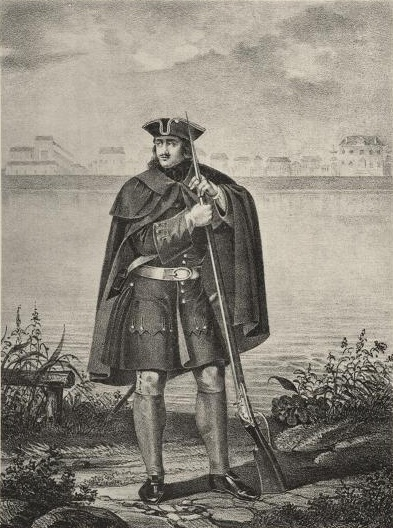
Фузелёр Лейб-гвардии Преображенского полка, с 1700 по 1720 год.

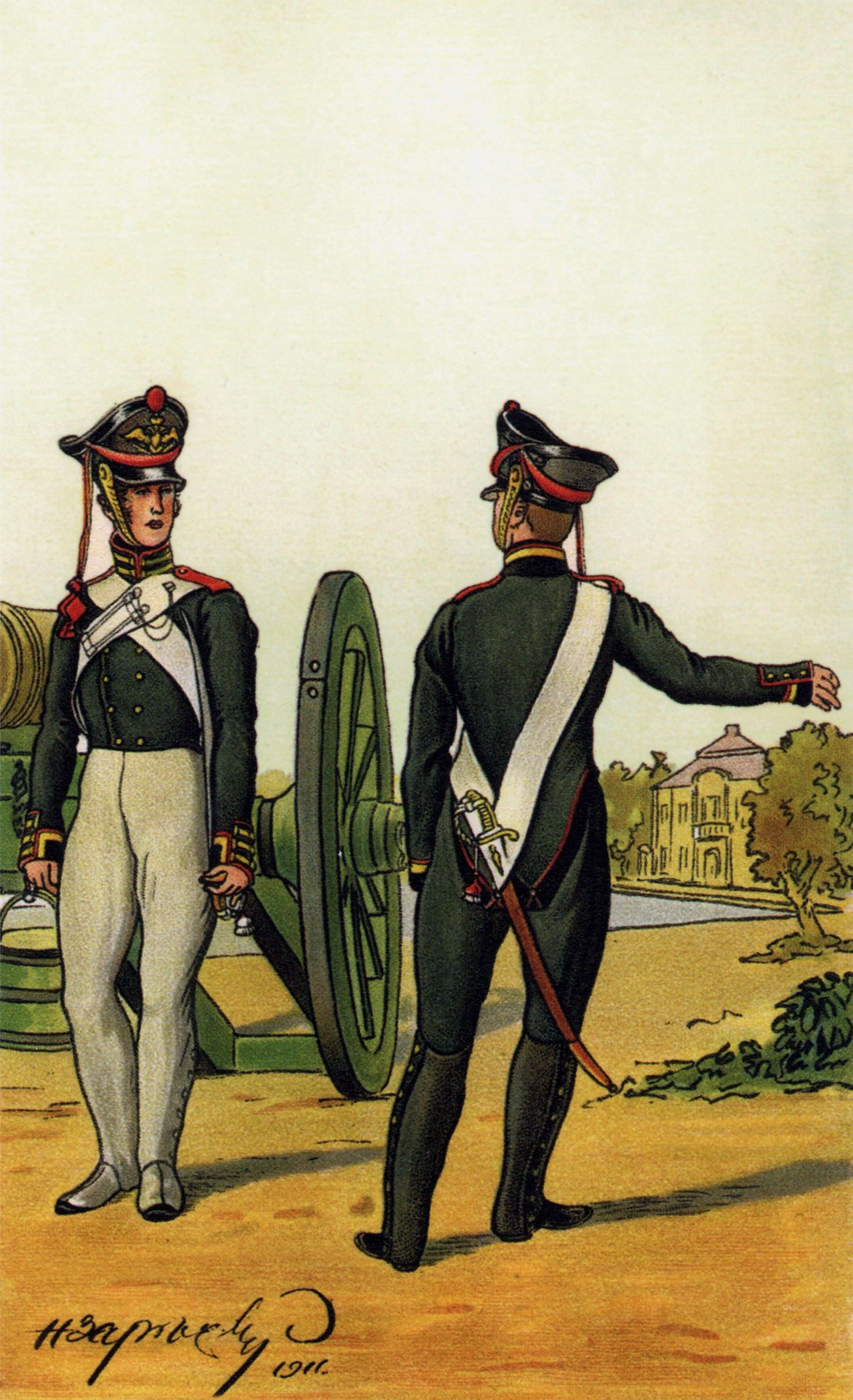
Бомбардир Гвардейской пешей артиллерии (летняя форма; слева) и егерь 14-го егерского полка (зимняя форма), 1812 год.

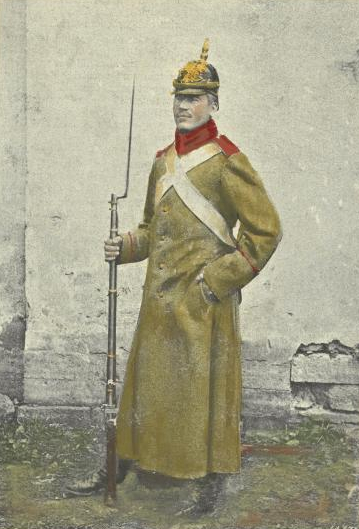
Русский солдат — рядовой в шинели и пикельхельме, 1862 год.

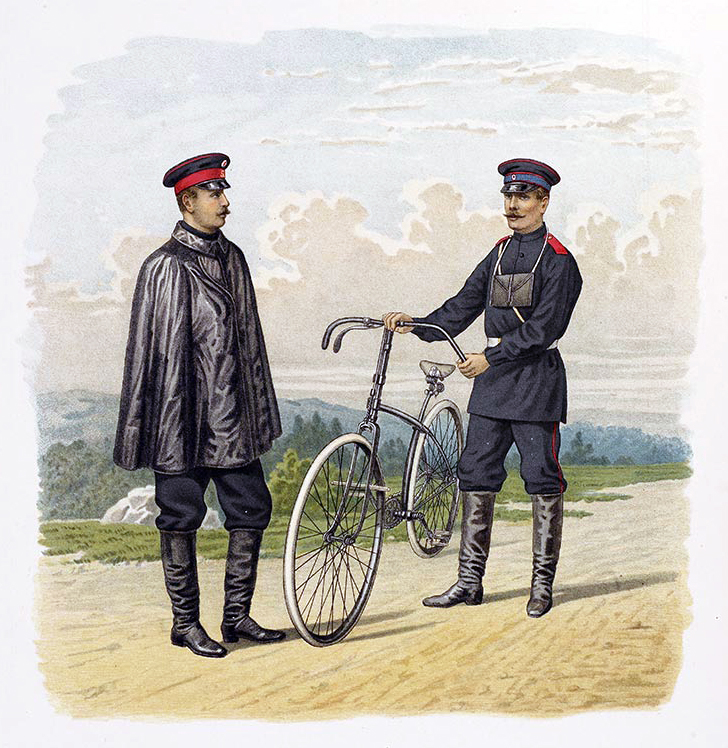
Нижние чины пехотных войск назначенные для службы на велосипедах. 1892 год.

Нижние чины — в России с XVIII века первая, или низшая, группа военных званий в Вооружённых силах Российской империи (гвардии, армии, флоте, милиции (ополчение), пограничной страже, жандармском корпусе, полиции, земской страже и так далее).
Нижним чинам запаса Вооружённых сил Российской империи ношение форменной военной одежды воспрещалось, кроме унтер-офицеров и имеющих знаки отличия военного ордена, которым было дозволено надевать форменную одежду в торжественных случаях.

## История
«Велено генералов, полковников, подполковников и иных нижних чинов начальных людей … и всяких чинов ратных людей Сухова пути, которые ведомы были в Иноземском и в Рейтарском приказах, судом и росправою ведать боярину князю Якову Федоровичу Долгорукову и учинить ему тем людям особый приказ …».— Указ об образовании Военного приказа, от 18 февраля 1700 года.
С 1705 года, в соответствии с Указом царя Петра Алексеевича о наборе рекрутов, Русская армия, флот и так далее формировались на основе рекрутской повинности, при которой из податных сословий (мещан, крестьян) набиралось (по жребию) определённое число будущих военнослужащих (нижние чины), служивших до 1793 года пожизненно, затем срок службы для нижних чинов сокращен до 25 лет, а с 1834 года — до 20 лет, с 1874 года ВС России укомплектовывались нижними чинами на основе всеобщей воинской обязанности.
Группа нижних чинов имела два главные подразделения (в различных родах оружия имели различные наименования):
- рядовые в:
  - пехоте: солдат, гренадер, фузилёр, егерь и так далее;
  - артиллерии: канонир и так далее;
  - кавалерии: кирасир, улан (нижних чинов, в начале XIX века, в армейских уланских полках вооружённых сил России, имперского периода, составлявших первую шеренгу строя, линейной конницы, и набиравшихся первоначально из представителей польской шляхты, традиционно называли товарищ), драгун, гусар и так далее;
  - казачьих войсках: казак и так далее.
- унтер-офицеры в:
  - артиллерии фейерверкеры и так далее;
  - казачьих войсках урядники и так далее.

Ефрейторы относились к категории рядовых, фельдфебели — к категории унтер-офицеров.
Вольноопределяющиеся, рекруты (призывники) и нестроевые младшего и старшего разряда также были нижними чинами. Нестроевые нижние чины делились на младший и старший разряды.
Нижние чины унтер-офицерского звания, состоящие на службе в вооружённых силах как на общих, так и на сокращенных сроках, могли быть оставлены по окончании обязательного срока действительной службы на сверхсрочную службу (сверхсрочные унтер-офицеры, фейерверкеры и урядники).

### Артиллерия
Строевые нижние чины артиллерии разделяются на канониров (рядового звания) и фейерверкеров (унтер-офицерского звания); последние делятся на взводных и младших. Артиллеристы рядового звания делятся на канониров, бомбардиров, бомбардир-лаборатористов и бомбардир-наводчиков.

### Отдельный фельдъегерский корпус
В фельдъегерском корпусе нижние чины именуются фельдъегерями старшими и младшими. Нижние чины, удовлетворившие условиям для производства в офицеры или в классный чин, получают чин подпрапорщиков, подхорунжих (в казачьих войсках), эстандарт-юнкеров (в кавалерии) или кандидатов на классную должность.

### Флот
Совокупность нижних чинов экипажа военного корабля, до 1917 года в России, в отличие от офицеров и высшего врачебного персонала, понималась как команда. На Русском флоте имелись строевые нижние чины 1-го, 2-го и 3-го разрядов:
- Боцман;
- Юнкер (вольноопределяющийся) на казённом иждивении;
- Артиллерийский и минный квартирмейстер 1-й статьи;
- Артиллерийский и минный квартирмейстер 2-й статьи;
- Боцманмат;
- Квартирмейстер и старшие: минёр, комендор, гальванёр, рулевой, марсовой и сигнальщик;
- Рулевой, марсовой и сигнальщик;
- Гальванёр и матрос 1-й статьи;
- Матрос 2-й статьи.

## Воинские чины ниже Табели
Воинские чины ниже табели о рангах:
- Зауряд-прапорщик, подпрапорщик, подхорунжий; портупей-прапорщик (в пехоте), портупей-юнкер (в артиллерии и лёгкой кавалерии), фанен-юнкер (в драгунах), эстандарт-юнкер (в тяжёлой кавалерии), кондукто́р.
- Фельдфебель, вахмистр, боцман.
- Старший строевой унтер-офицер (до 1798 года сержант), боцманмат.
- Младший унтер-офицер (до 1798 года младший сержант, капрал), квартирмейстер.